# Mario Gas
Mario Gas Cabré (Montevidéu, Uruguai, 15 de fevereiro de 1947) é um ator, ator de dublagem, diretor de cinema e diretor teatral espanhol. Também possui nacionalidade uruguaia.
É uma das figuras mais importantes das artes cênicas na Espanha, sendo durante algum tempo diretor do Teatro Espanhol de Madri.

## Biografia
Os antecedentes familiares de Mario Gas estão ligados ao meio artístico catalão. Seu pai, Manuel Gas, foi um cantor e ator. Sua mãe, Anna Cabré, irmã do toureiro e ator Mario Cabré, foi dançarina. Mario Gas nasceu acidentalmente em Montevidéu, capital do Uruguai, durante uma turnê musical de seus pais. Começou sua atividade no mundo teatral durante a sua estada na Universidade. Nunca terminou seus estudos de direito na Universidade de Barcelona, iniciando a partir do final dos anos 1960 o seu trabalho como diretor de teatro.
Casado com a atriz teatral Vicky Peña, têm dois filhos: Orestes e Miranda Gas.

## Atividade profissional
Ao longo de sua carreira, Mario Gas dirigiu mais de cinquenta peças. Igualmente, também tornou-se diretor de palco de produções de ópera, tais como La Traviata e Un ballo in maschera de Giuseppe Verdi; Madama Butterfly de Giacomo Puccini e L'elisir d'amore de Gaetano Donizetti.
Em seu papel como ator de cinema destacam-se mais de trinta filmes, com alguns diretores como Jaime Camino, Vicente Aranda, Bigas Luna, Luis García Berlanga, Félix Rotaeta, Ventura Pons e Josep Maria Forn. Também se destacou, ao longo de sua carreira, seu trabalho como dublador, sendo a voz de atores como Ben Kingsley, John Malkovich e Geoffrey Rush.
A partir de 2004, foi diretor do Teatro Espanhol de Madri. Em setembro de 2006, ele se envolveu em uma polêmica, orquestrada por setores políticos e midiáticos de direita pela programação de Lorca eran todos de Pepe Rubianes, sobre o poeta e dramaturgo Federico Garcia Lorca, em um ciclo de homenagens ao poeta granadino, no Teatro Espanhol. O trabalho foi finalmente retirado pelo próprio Rubianes ("No quiero perjudicar a Mario"), o que levou Mario Gas considerar a demissão devido aos fatos; renúncia que acabou não ocorrendo. Em 2012, deixou o cargo de diretor do Teatro Espanhol.